# Antônio José de Sarmento Melo
Antônio José de Sarmento Melo (Santa Catarina, c. 1817 — ?) foi um cirurgião e político brasileiro.
Foi deputado à Assembleia Legislativa Provincial de Santa Catarina 8ª legislatura (1850 — 1851), como suplente convocado, na 9ª legislatura (1852 — 1853), na 15ª legislatura (1864 — 1865), na 16ª legislatura (1866 — 1867), na 17ª legislatura (1868 — 1869), e na 23ª legislatura (1880 — 1881).